# Serra (eina)

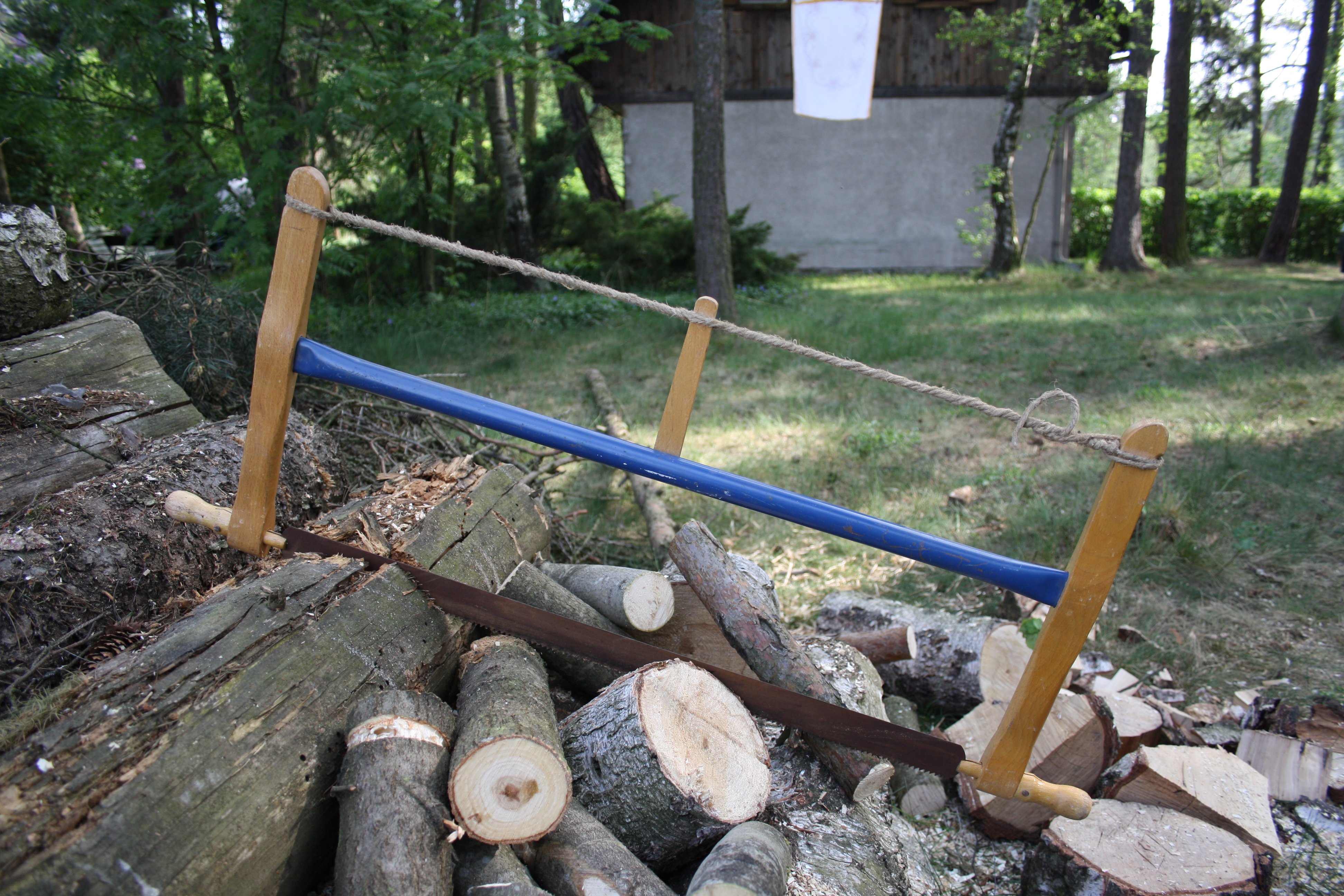
Serra de fuster tradicional.

Una serra és una eina manual utilitzada per tallar materials relativament tous mitjançant una fulla dentada d'un material més dur suportada per un bastidor.
L'acció de serrar suposa un moviment de vaivé de la serra contra el material, aplicant una certa força perpendicular al moviment de la fulla. Hi ha diversos tipus de serres en funció dels materials que hem de tallar. Les principals són les serres per a la fusta i les serres per a metalls. Per a tallar materials ceràmics (pedra, marbre, formigó…) hi ha serres sense dents, amb un cable, filferro o perfil metàl·lic amb partícules abrasives incrustades.

## Història

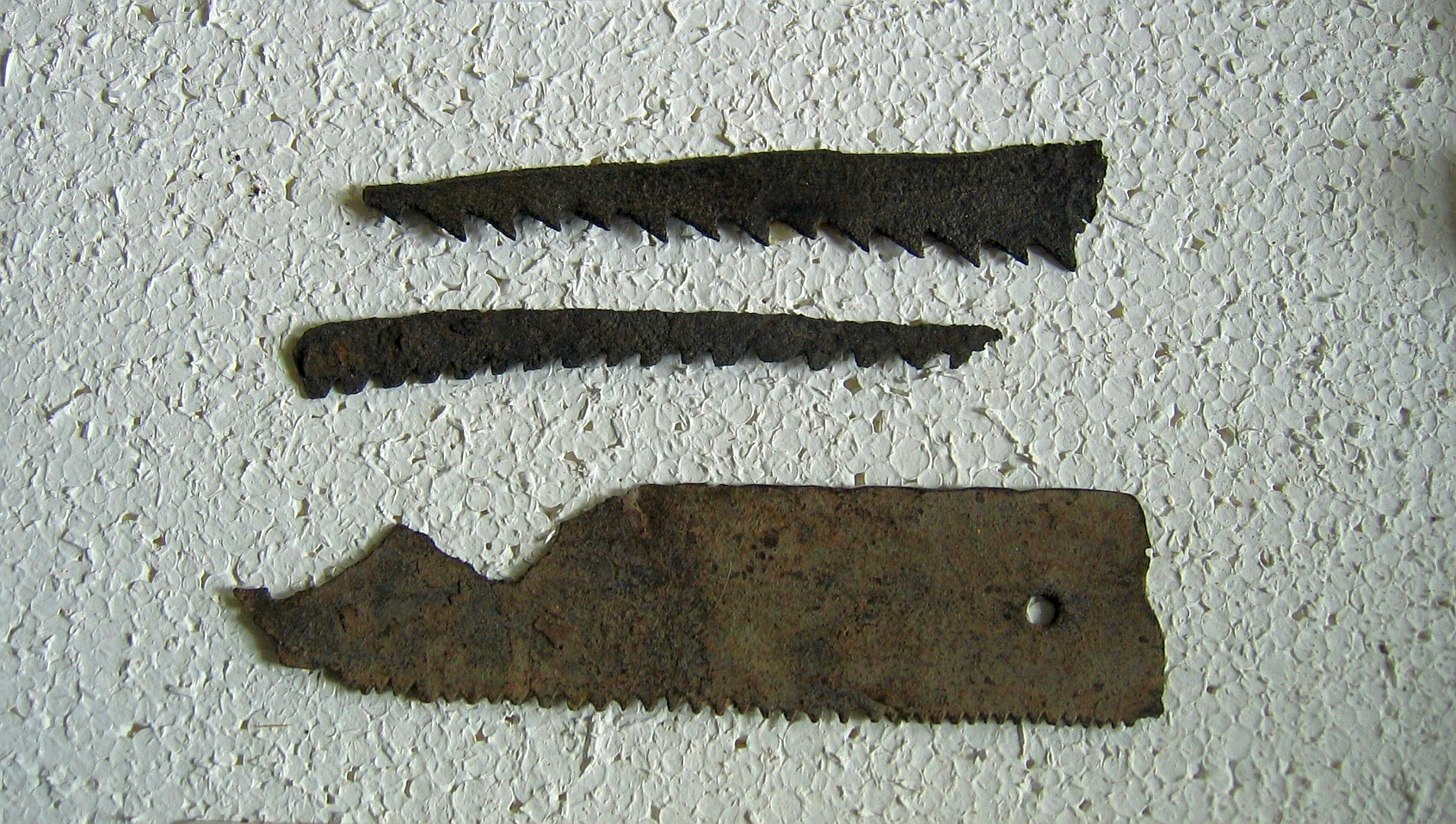
Serres romanes de Vindonissa aprox. del al

Les serres van ser al principi de materials dentats com el sílex, l'obsidiana, les petxines marines i les dents de tauró.
A l'antic Egipte, les serres obertes (sense marc) fetes de coure estan documentades ja en el Període Arcaic, al voltant del 3.100-2.686 aC A la tomba núm. 3471 es van trobar moltes serres de coure que daten del regnat de Djer al segle xxxi Les serres s'han utilitzat per tallar una varietat de materials, inclosos els humans (mort per serrada). S'han trobat models de serres en molts contextos al llarg de la història egípcia. Són especialment útils les il·lustracions de les parets de les tombes dels fusters treballant que mostren les mides i l'ús dels diferents tipus. Al principi, les serres egípcies eren dentades, de coure endurit, que tallaven tant en llençar com en empènyer. A mesura que la serra es va anar desenvolupant, les dents es van rastellar per tallar només a la carrera de tracció i set amb les dents sobresortint només per una banda, en lloc de la moda moderna amb un joc alternat. Les serres també es feien de bronze i més tard de ferro. En l'Edat de Ferro, es van desenvolupar les serres de bastidor que sostenien les fines fulles en tensió. La serradora més antiga que es coneix és la serradora romana de Hieràpolis del segle iii i era per a serrar pedra.

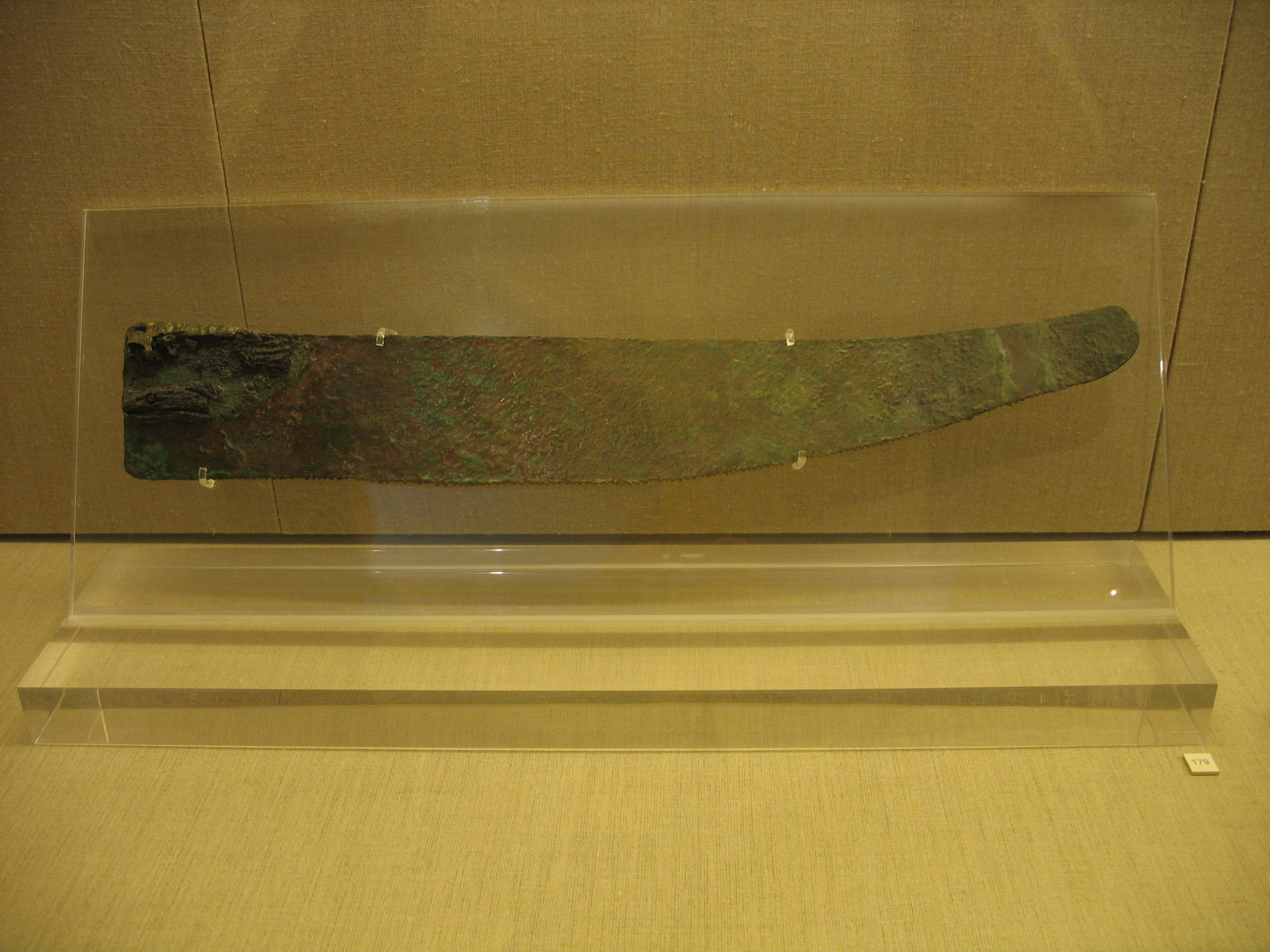
Fulla de serra de l'Edat de Bronze d'Akrotiri, període ciclàdic tardà c. segle XVII aC

Segons la llegenda xinesa, la serra va ser inventada per Lu Ban. A la mitologia grega, tal com la relata Ovidi, Talos, el nebot de Dèdal, va inventar la serra. En la realitat arqueològica, les serres es remunten a la prehistòria i molt probablement van evolucionar a partir de eines d'os o pedra al Neolític. "Les identitats de la destral, l'aixa, el cisell i la serra van quedar clarament establertes fa més de 4.000 anys".

### Fabricació de serres a mà
Quan la humanitat va aprendre a utilitzar el ferro, aquest es va convertir en el material preferit per a les fulles de serra de tota mena; algunes cultures van aprendre a endurir la superfície ("cimentació" o "vorejat"), perllongant la vida útil de la fulla i el seu esmolat.
L'acer, fet de ferro amb un contingut moderat de carboni i endurit mitjançant el refredament de l'acer calent en aigua, s'utilitzava ja l'any 1200 aC. A finals del segle XX la fabricació europea se centrava a Alemanya, (el Bergisches Land) a Londres, i a les Midlands d'Anglaterra. La majoria de les fulles es fabricaven en acer (ferro carbonitzat i forjat per diferents mètodes). A mitjan segle xviii es va començar a fabricar a Sheffield, Anglaterra, una forma superior d'acer completament fos ("crucible cast"), que es va convertir ràpidament en el material preferit, a causa de la seva duresa, ductilitat, elasticitat i capacitat per rebre un polit fi. Una petita indústria de serres va sobreviure a Londres i Birmingham, però a la dècada de 1820 la indústria estava creixent ràpidament i es concentrava cada vegada més a Sheffield, que seguia sent el centre més gran de producció, amb més del 50% dels fabricants de serres del país. La indústria nord-americana va començar a superar-la en les últimes dècades del segle, a causa d'una mecanització superior, una millor comercialització, un gran mercat intern i la imposició d'alts aranzels a les importacions. Les indústries altament productives van continuar a Alemanya i França.

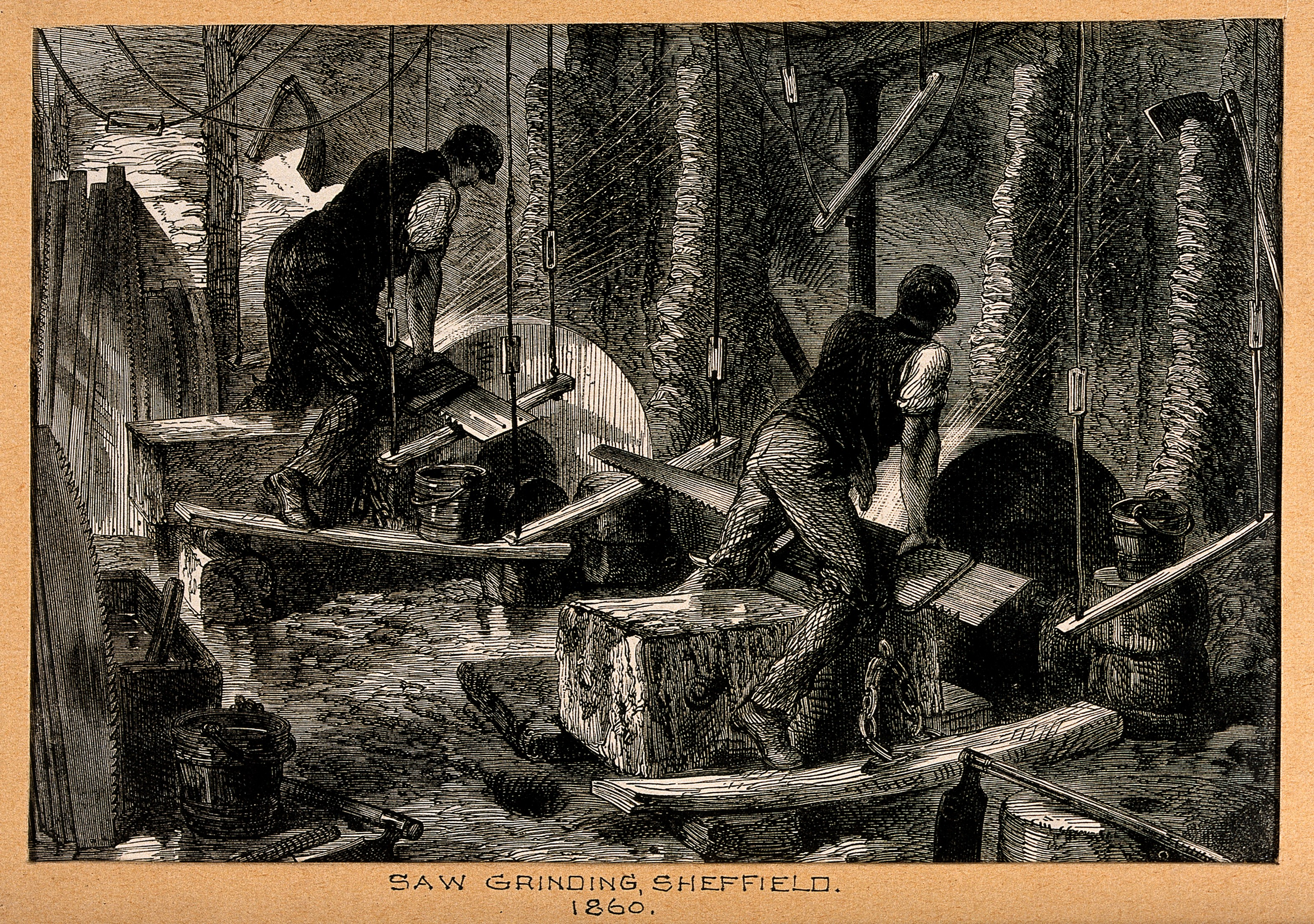
Manufactura de serres a Sheffield, 1860

Les primeres serres europees es fabricaven a partir d'una làmina de ferro o acer escalfada, produïda per l'aplanament realitzat per diversos homes que martellejaven simultàniament sobre una enclusa. Després del refredament, les dents es perforaven d'un en un amb un encuny, la mida del qual variava en funció de la mida de la serra. Les dents s'esmolaven amb una llima triangular de mida adequada, i es fixaven amb un martell o una lluita. A mitjan segle xviii el laminat del metall era habitual, l'energia per als rodets se subministrava primer amb aigua, i cada vegada més a principis del segle xix amb màquines de vapor. La indústria va anar mecanitzant gradualment tots els processos, inclòs l'important esmolat de la placa de la serra "fina fins al fons" en una fracció de polzada, cosa que ajudava la serra a passar pel tall sense embussar-se. L'ús de l'acer va afegir la necessitat d'endurir i temperar la placa de la serra, de rectificar-la, de forjar-la mitjançant martelleig manual i d'assegurar l'elasticitat i la resistència a la deformació per flexió, i finalment de polir-la. La majoria de les serres de mà es fabriquen avui dia completament sense intervenció humana, amb la placa d'acer subministrada llesta per ser laminada fins al gruix i tensada abans de ser tallada a la forma per làser. Les dents s'emmotllen i s'esmolen per mitjà de la mòlta i s'endureixen amb flama per evitar (i fins i tot prevenir) l'esmolat una vegada que s'han desafilat. Els escassos fabricants especialitzats que reprodueixen els dissenys del segle xix segueixen acomplint una gran tasca d'acabat manual a les serres de qualitat.

### Serra de fossa

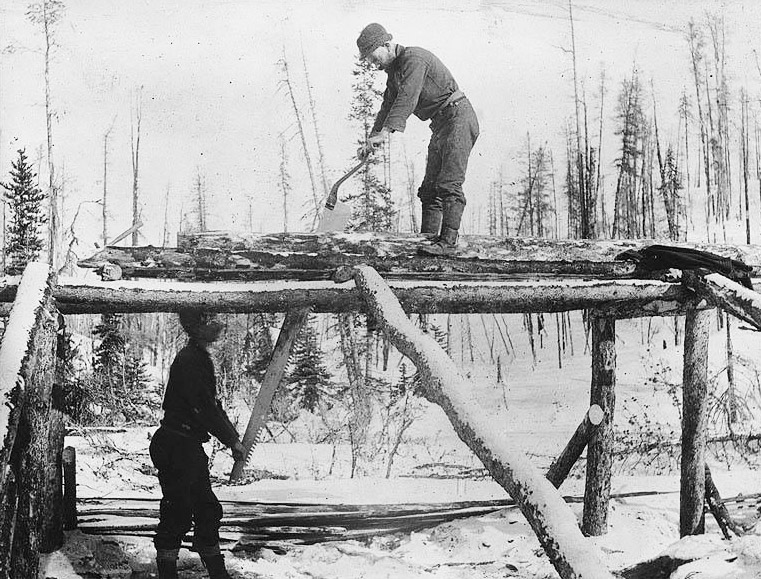
Dos homes serrant un tronc utilitzant una serra de fossat, el tronc està recolzat sobre una estructura de troncs en comptes de sobre un fossat de tall.

Una serra de fossat era una serra de gran port de tall vertical accionada per dos homes. En algunes parts de l'Amèrica del Nord colonial, era una de les principals eines utilitzades a les drassanes i altres indústries en què no es disposava de serradores accionades per aigua. S'anomenava així perquè normalment s'utilitzava sobre un fossat de serra, bé a nivell del terra o sobre cavallets pels quals passaven els troncs que es tallarien en taules. La serra de fossat era "una forta planxa de tall d'acer, de gran amplada, amb grans dents, molt polida i minuciosament forjada, d'uns vuit o deu peus de longitud" amb un mànec a cada extrem o amb una serra de carcassa. Es necessitaven de 2 a 4 persones per operar-la. Un "home de la fossa" se situava a la fossa, un "home de dalt" se situava fora de la fossa, i treballaven junts per fer els talls, guiar la serra i aixecar-la. Els treballadors de les serres de fossat es trobaven entre els treballadors millor pagats de la Nord-amèrica colonial primerenca.

## Les serres de fuster
Els fusters, ebenistes i lutiers disposen de dos tipus tradicionals de serres de bastidor: la serra normal i la serra de vogir
La serra de bastidor tradicional en fusteria té la fulla disposada en un bastidor en forma de lletra H aplanada. La fulla va muntada en la banda inferior entre els dos braços mitjançant uns suports. En els altres extrems dels braços hi ha una corda formant una baga tancada i cargolada que permet tensar la fulla i fixar-la en la posició adequada per l'acció d'un petit llistó inserit al mig de la corda per un cap i reposant sobre la part central del bastidor (Vegeu la figura, a dalt i a la dreta). Els suports de la fulla, amb la serra destensada, es poden girar per a ajustar l'angle de la fulla en realció amb el marc. Amb la serra tensada queden fixats.
La fulla té les dents de forma triangular i inclinades cap al davant. L'acció de serrar es produeix quan l'operari empeny la serra.
La serra de vogir és molt semblant a la tradicional de bastidor, però té la fulla molt prima i una guia més gran (les dents més entrescades) per a permetre tallar en corba.

### Serra de llargs

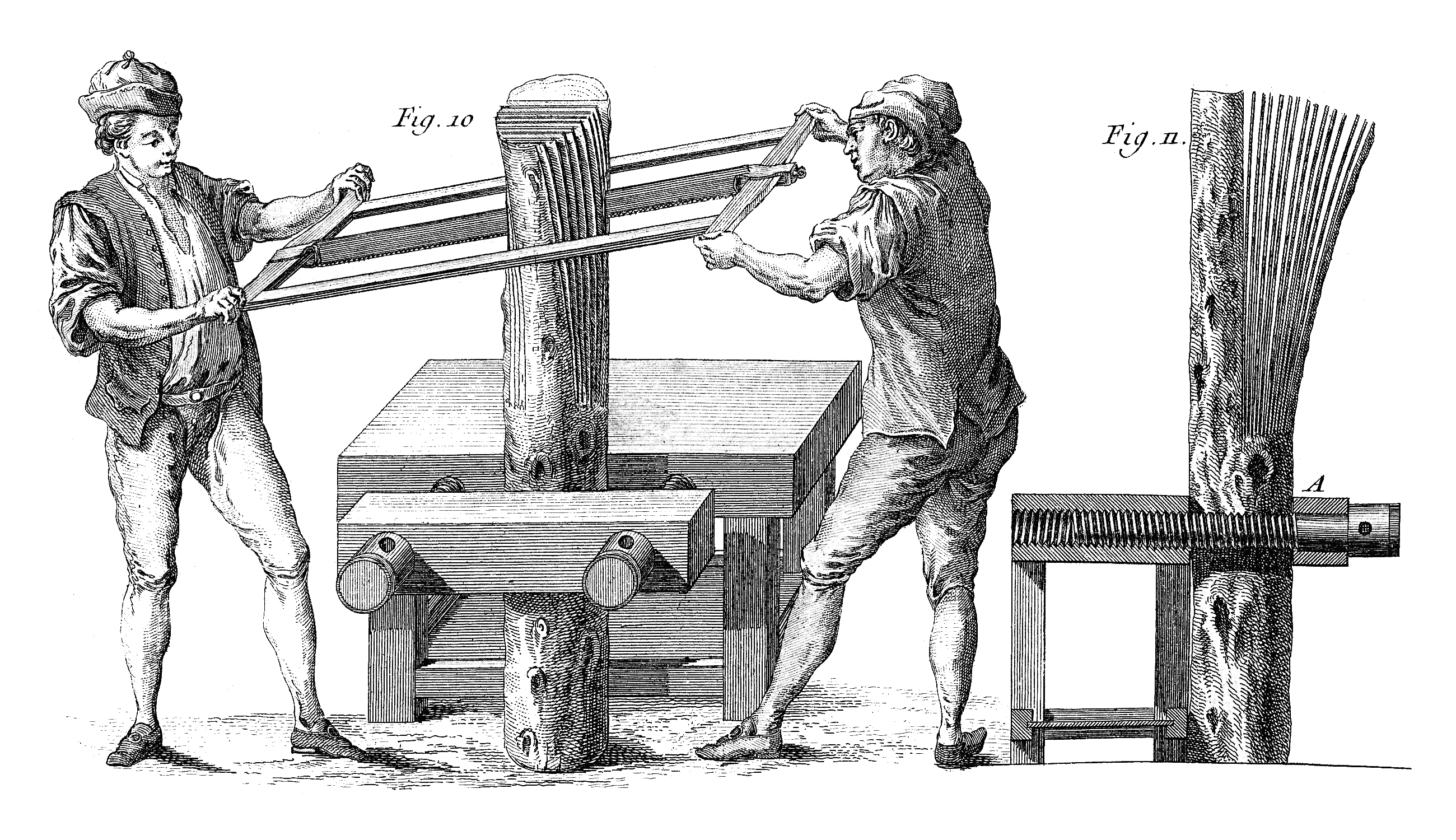
Dos serradors de fil serrant xapes primes amb una serra de llargs

La serra de llargs té la fulla en posició central, disposada simètricament en el bastidor. En èpoques en que no hi havia màquines, l'empraven els serradors de fil per a treballs fins. Tallant planxes primes al llarg del tronc. Bàsicament és igual que la serra de trepar de bastidor

### Altres serres

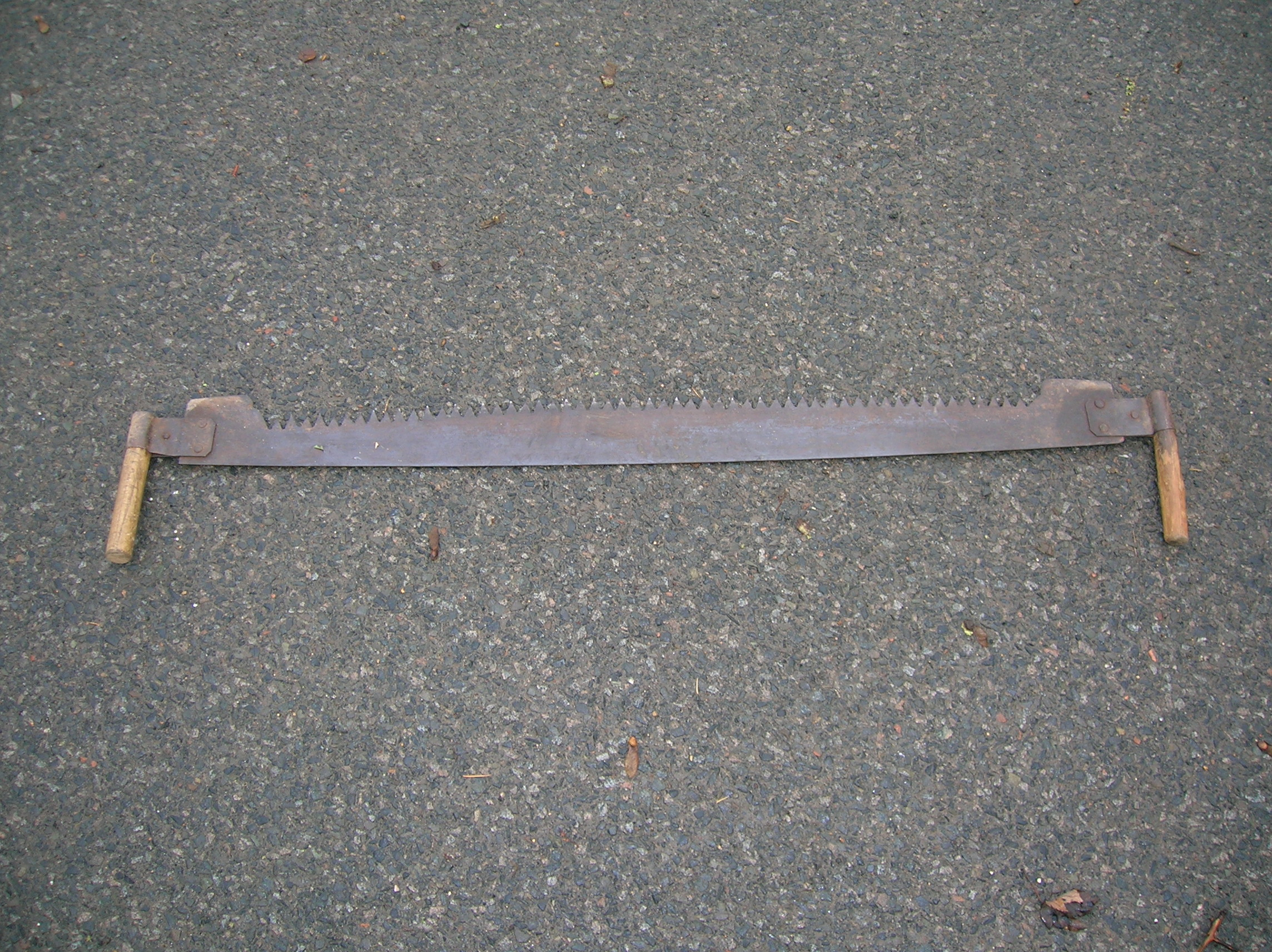
Serra de trepar o xerrac de dues mans.

De serres de trepar n'hi ha de dues menes. La serra de trepar de bastidor i la serra de trepar amb la fulla a l'aire.
La serra de trepar de bastidor és de grans dimensions i el seu ús exigia dos operaris. Tenia dos agafadors segons diversos dissenys i les dents tallaven en els dos sentits. S'emprava per a fer taulons de grans dimensions serrant els troncs manualment en sentit longitudinal.
La serra de trepar amb la fulla a l'aire (també anomenada xerrac de dues mans) consta d'una fulla que permet tallar en ambdós sentits i té dos mànecs. Per serrar, un operari es posa a cada punta i van estirant successivament de forma coordinada. S'usava per serrar arbres amb la fulla horitzontal o per serrar troncs horitzontals disposats sobre cavallets, amb la fulla vertical.
En agricultura i jardineria són populars unes serres amb bastidor metàl·lic que s'anomenen serra d'arc. El bastidor és en forma de lletra C. S'usen per esporgar i tallar branques de diàmetres petits o mitjans. S'assemblen al de les serres per a metalls anomenades serres d'arquet, que existeixen també amb fulles d'acers inoxidables martensítics per a ús quirúrgics. La tensió de la fulla es fa amb un sistema de palanca.

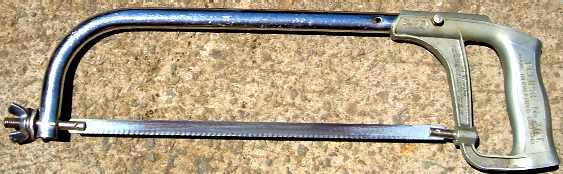
Serra d'arquet de petites dimensions

### Xerracs

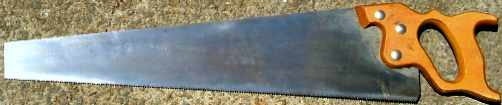
Xerrac de fulla

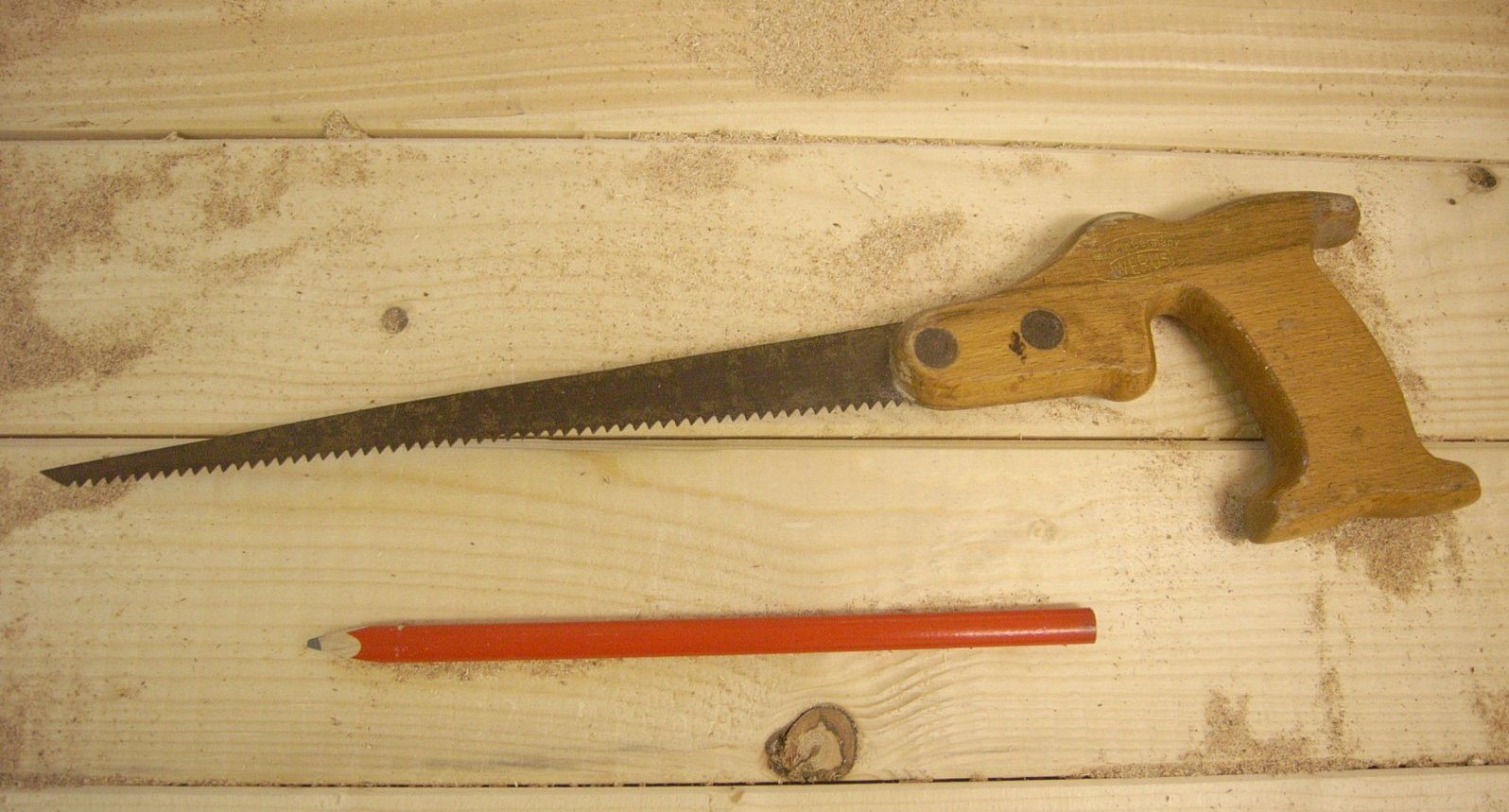
Xerrac de punta o de vogir.

Els xerracs són una mena particular de serres, sense bastidor però amb una fulla ampla i més rígida que la de les serres de bastidor.
Hi ha tres tipus bàsics de xerracs:
- el xerrac de fulla
- el xerrac de beina o de costella
- el xerrac de punta o de vogir.

Els xerracs japonesos i els xerracs d'esporgar tallen en estirar, contràriament als xerracs occidentals.

## Característiques de la fulla

Les dents trescades determinen la guia.

Generalment consisteix en un fleix rectangular d'acer, relativament prim i llarg i d'una certa amplada. La fulla d'una serra és dentada.
En les serres occidentals l'acció de tallar es produeix quan l'operari empeny la serra allunyant-la del seu cos. Contràriament, en les serres japoneses, el tall progressa quan l'operari estira la serra apropant-la al seu cos. (Alguns xerracs occidentals, per exemple els xerracs d'esporgar els arbres, funcionen com els xerracs orientals).
En una serra ben esmolada i ajustada, cada dent està doblegada cap a una banda de forma alternativa. Aquesta disposició s'anomena guia, camí o tresc.
Les serres s'esmolen, dent per dent, amb una llima de secció triangular. Per a ajustar la guia o tresc s'usa l'eina anomenada entrescador. Les serres modernes, amb fulles de materials excel·lents i ben trempats, no necessiten esmolar-se gaire sovint.
Una fulla ben entrescada, amb una bona guia, permet serrar de manera correcta. El desplaçament de les dents, a banda i banda de la fulla, determina una amplària de material serrat més gran que el gruix de la serra. Així, la fulla es pot moure dins del camí format. Una serra sense tresc es quedaria travada.

### Dimensions de les dents
Les dents d'una serra poden ser de dimensions diferents. Més grans per a treballs de desbast i més petites per a talls acurats.
Una forma de comparar les dimensions de les dents és el concepte de dents per polzada (el nombre de dents que hi ha en 25,4 mm).

### Forma de les dents
La forma i disposició de les dents en una fulla de serra o xerrac en determina les característiques i la facilitat d'ús. Si la fulla només ha de treballar en un sentit (empenyent o estirant) les dents aniran inclinades en aquell sentit. Si la fulla ha de treballar en ambdós sentits les dents seran simètriques.
Un altre aspecte que cal tenir en compte és l'orientació del tall envers les fibres de la fusta que cal serrar. Serrar un arbre vertical, un tronc horitzontal sobre cavallets o serrar taulons al llarg són operacions molt diferents que s'executen millor amb eines dotades de dents dissenyades específicament.

### Materials de la fulla
Les antigues serres eren de bronze. Les serres modernes aprofiten les propietats dels aliatges d'acer. Sovint el tractament tèrmic de les dents és diferent del de la resta de la fulla. A part de la superfície natural hi ha acabats superficials de moltes menes que milloren l'aspecte de la fulla i proporcionen protecció contra la corrosió (rovell de l'acer). Hi ha recobriments de tefló que minimitzen el fregament en l'operació de serrat.